# Ањероне (Фрозиноне)
Ањероне (итал. Agnerone) је насеље у Италији у округу Фрозиноне, региону Лацио.
Према процени из 2011. у насељу је живело 71 становника. Насеље се налази на надморској висини од 384 м.